# Clarissa Claretti
Clarissa Claretti, född den 7 oktober 1980, är en italiensk friidrottare som tävlar i släggkastning.
Clarettis första mästerskapsfinal var EM 2002 då hon slutade åtta med ett kast på 66,25. Hon deltog utan att ta sig till final både vid VM 2003 och vid Olympiska sommarspelen 2004. Vid VM 2005 var hon i final och slutade nia. Hon var även i final vid EM 2006 då hon blev sjua med ett kast på 69,78. 
Vid VM 2007 blev hon sjua denna gång efter att ha kastat 70,74. Hon avslutade 2007 med att bli trea vid IAAF World Athletics Final 2007. Hon deltog även vid Olympiska sommarspelen 2008 där hon blev sjua med ett kast på 71,33.
Claretti deltog vid VM 2009 i Berlin där hon slutade på åttonde plats. Hon avslutade friidrottsåret 2009 med att bli silvermedaljör vid IAAF World Athletics Final 2009.

## Personliga rekord
- Släggkastning - 72,46 meter från 2008